# 纳当乡
纳当乡（藏語：སྣར་ཐང་），是中华人民共和国西藏自治区日喀则市谢通门县下辖的一个乡镇级行政单位。

## 行政区划
纳当乡下辖以下地区：
纳当村、康巴洛村和荣村。